# Коркино (Тюменская область)
Коркино — село в Коркинском сельском поселении Упоровского района Тюменской области. Административный центр Коркинского сельского поселения.
Расположено на правом берегу реки Тобол на автодороге Упорово-Буньково-Коркино-Тюменцева. Расстояние до районного центра села Упорово 38 км, областного центра города Тюмени 180 км.

## Административно-территориальное деление
- 1689 Тобольский уезд, Усть-Суерская слобода, деревня Коркина. Первое упоминание в переписи Тобольского уезда 1689 года письменного головы Ивана Денисовича Спешнева.[3]
- 1708 Сибирская губерния, Тобольский уезд, Усть-Суерская слобода.[4].
- 1720 Сибирская губерния, Тобольский уезд, Ялуторовский дистрикт, Усть-Суерская слобода.[4]
- 1782 Тобольское наместничество, Ялуторовский уезд, Усть-Суерская слобода, село Коркино.[4]
- 1795 Тобольская губерния, Ялуторовский округ, Поляковская волость.[4]
- 1884 Тобольская губерния, Ялуторовский округ, Коркинская волость.[4]
- 1898 Тобольская губерния, Ялуторовский уезд, Коркинская волость.[4]
- 1919 Тюменская губерния, Ялуторовский уезд, Коркинская волость, Коркинский сельсовет.[4]
- 03.11.1923 Уральская область (РСФСР), Тюменский округ, Суерский район, Коркинский сельсовет.[4]
- 08.08.1930 Уральская область (РСФСР), Суерский район, Коркинский сельсовет.[4]
- 01.01.1932 Уральская область (РСФСР), Упоровский район, Коркинский сельский совет.[4]
- 17.01.1934 Челябинская область, Упоровский район, Коркинский сельский совет.[4]
- 07.12 1934 Омская область, Упоровский район, Коркинский сельский совет.[4]
- 14.08.1944 Тюменская область, Упоровский район, Коркинский сельский совет.[4]
- 01.02.1963 Тюменская область, Ялуторовский район, Коркинский сельский совет.[4]
- 12.01.1965 Тюменская область, Заводоуковский район, Коркинский сельский совет.[4]
- 30.12.1966 Тюменская область, Упоровский район, Коркинский сельский совет.[4]
- 05.11.2004 Тюменская область, Упоровский район, Коркинское сельское поселение.[4]

## Историческая справка
Коркино впервые упоминается в переписной книге Тобольского уезда 1689 года. Братья Яков и Семен Коркины, дети ямщика Павла, родились в Туринском остроге. «Якунка КОРКИН с братом Сенкою» в 1676 года жили в Беляковской слободе Туринского острога в 1682 году пришли в Усть-Суерскую слободу и основали село Коркино на реке Тобол.
С 1689 года село Коркино относилось к Усть-Суерской слободе, с 1795 года в составе Поляковской волости, с 1884 — Коркинской волости, с 1919- Коркинского сельсовета, с 2005 — Коркинского сельского поселения.

С начала 1860-х годов в селе ежегодно проводились семидневные Варлаамовские ярмарки с 30 октября по 6 ноября и с 1 по 8 июля. Ярмарочная площадка с лавками и балаганами располагалась в центре села рядом с церковью. Тобольские губернские ведомости 1892 года № 47, стр.15 писали: 
Из села Коркинского, Ялуторовского округа, сообщают в «Делов. Корреспод.», что бывшая там Варлаамовская ярмарка, с 2 по 7 ноября, ныне была особенно многолюдная: ко времени ярмарки Тобол уже встал и проезд по льду был безопасен. На ярмарке мануфактурным товаром было всего 14 лавок, в которых торговля шла весьма бойко. Погода стоит прекрасная. Воды в Тоболе 3 аршина (2,1 м). Народное здравие удовлетворительно». 
- В 1912 году в селе Коркино была церковь, земская школа, церковно-приходская школа, хлебозапасной магазин, винная лавка 1, торговых 3, ветряных мельниц 8, маслодельня, пожарная охрана.[2]
- В годы Великой Отечественной войны ушли на фронт 149 человек из них 65 человек не вернулись домой.[2]
- В советское время были построены: маслозавод, дом культуры, молочно-товарная ферма, детский сад, сберкасса, медицинский пункт. В период реформирования 1993—2002 годов колхоз «Буденовец» распался, полностью ликвидировано животноводство.[2]
- В 2000-е годы создана зерновая компания, ООО «Коркино», построен ФАП, спортзал.[2]
- В 2006 году природный газ пришел на территорию Коркинского сельского поселения.[2]
- В 2011 году построена асфальтированная дорога Буньково-Коркино.[2]

## Население
| 1689 | 1710 | 1782 | 1816 | 1834 | 1858 | 1897 | 1989 | 2002 | 2010 |
| 10   | 112  | 413  | 397  | 481  | 571  | 809  | 818  | 621  | 597  |

По ревизской сказке 1762 года в Коркино проживало 287 человек.

## Церковь
Первая деревянная церковь в Коркино была построена приблизительно в 1759 году во имя святого праведного Прокопия Устюжского Чудотворца (Прокопьевская церковь), в 1804 году она сгорела. Новая церковь построена в 1808 году на средства прихожан и благотворителей. 
Здание каменное с таковою же   колокольнею, ограда вокруг церкви каменная с деревянной крашеной решеткой и при ней караулка такая же каменная. Престол в ней один, во имя Казанской иконы Божией Матери, праздненство совершается 8 июля и 22 октября. Церковь теплая.
В 1930-е годы церковь была закрыта, в 1971 году разрушена, на месте её построен Дом культуры.

## Коркинская волость
Коркинская волость образована в 1884 году из Поляковской волости, в состав её входило в 1903 году 18 деревень, в 1912 году село Коркино и 15 деревень: Боровушка, Бугорки, Дробинина, Дугина, Зверева, Истокская, Лескова, Мысовка, Новая Переладова, Одино, Осеева, Полякова, Старая Переладова, Старая Шадрина, Тюменцева.

## Коркинский сельский совет
Коркинский сельский совет образован в конце 1919 года в Коркинской волости Ялуторовского уезда. В начале 1924 года вошел в состав Суерского района; с 1 января 1932 года в составе Упоровского района; с 1.02.1963 года Ялуторовского района; с 12.01.1965 в Заводоуковского района; с 30.12.1966 в составе Упоровского района.
В 1940 году в состав его входили: село Коркино, деревни Дугина и Тюменцева. 2004 году Коркинский сельский совет преобразован в Коркинское сельское поселение.

## Сельское хозяйство
В 1920 году в селе Коркино организована коммуна "Память 15 июля 1918 года. Руководителем коммуны 20 марта 1920 года избран Немыкин Афанасий Тимофеевич. Всего в коммуне насчитывалось 55 человек из них трудоспособных 21 чел.
В 1929 году в Коркино образован колхоз «Пахарь», в Дугиной колхоз «Животновод». В 1950 году колхозы «Буденовец» (Тюменцева), «Животновод» (Дугина), «Пахарь» (Коркино) слились в один колхоз «Буденовец», а в 1960 году колхоз «Путь Сталина» (Лескова, Одино, Боровушка) объединились в укрупненный колхоз «Буденовец». В 1999 году колхоз реорганизован, в его границах было образовано два хозяйства — ООО фирма «Край» и муниципальное унитарное сельскохозяйственное предприятие «Селянка».

## Образование
Земская школа в Коркино учреждена в 1877 году. Церковно-приходская школа в 1900 году, помещалась в собственном доме, и на содержание её отпускалось в год от Богородице-Казанской церкви села Коркино 30 рублей 85 коп. В ней обучалось в 1914 году — 10м+12д=22 учеников; 1915-18м+18д=36 учеников. В 1919 году церковно-приходская школа была преобразована в начальную школу с 5-летним сроком обучения, с 1924 года с 4-летним. Школа располагалась в доме купца Александра Ивановича Девятовского на втором этаже каменного здания. В 1924 году школа переехала в здание волостного исполкома. В 1933—1934 учебном году обучалось 120 человек.
В 1940 году школа преобразована в семилетку. Первый выпуск состоялся в 1942 г. 1 ноября 1977 году введено в эксплуатацию кирпичное здание восьмилетней школы. В 1981 году школа преобразована в среднюю школу. С февраля 2016 МОУ Коркинская СОШ реорганизована в структурное подразделение МАОУ Буньковская СОШ.

## Галерея

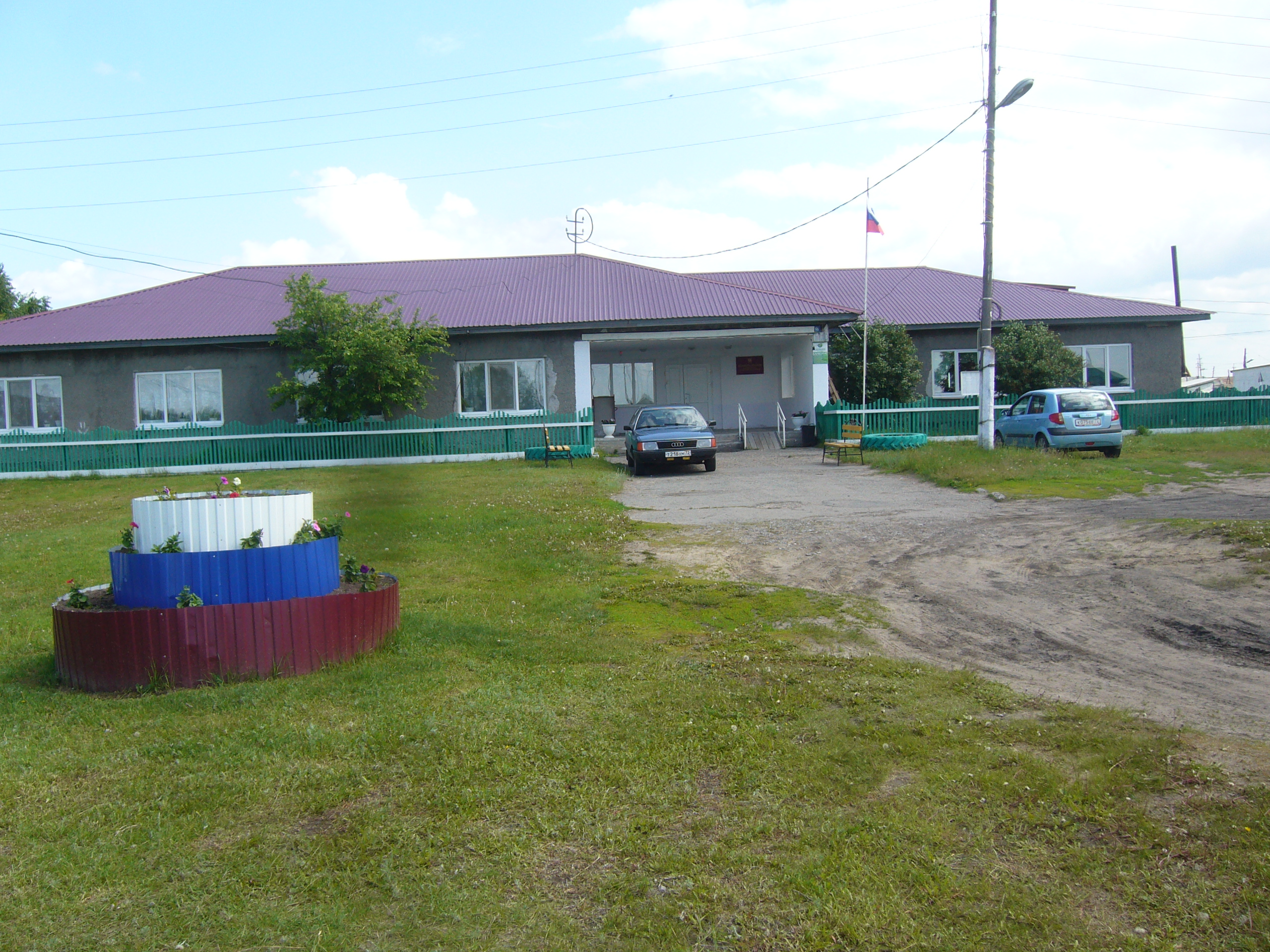
Администрация сельского поселения.
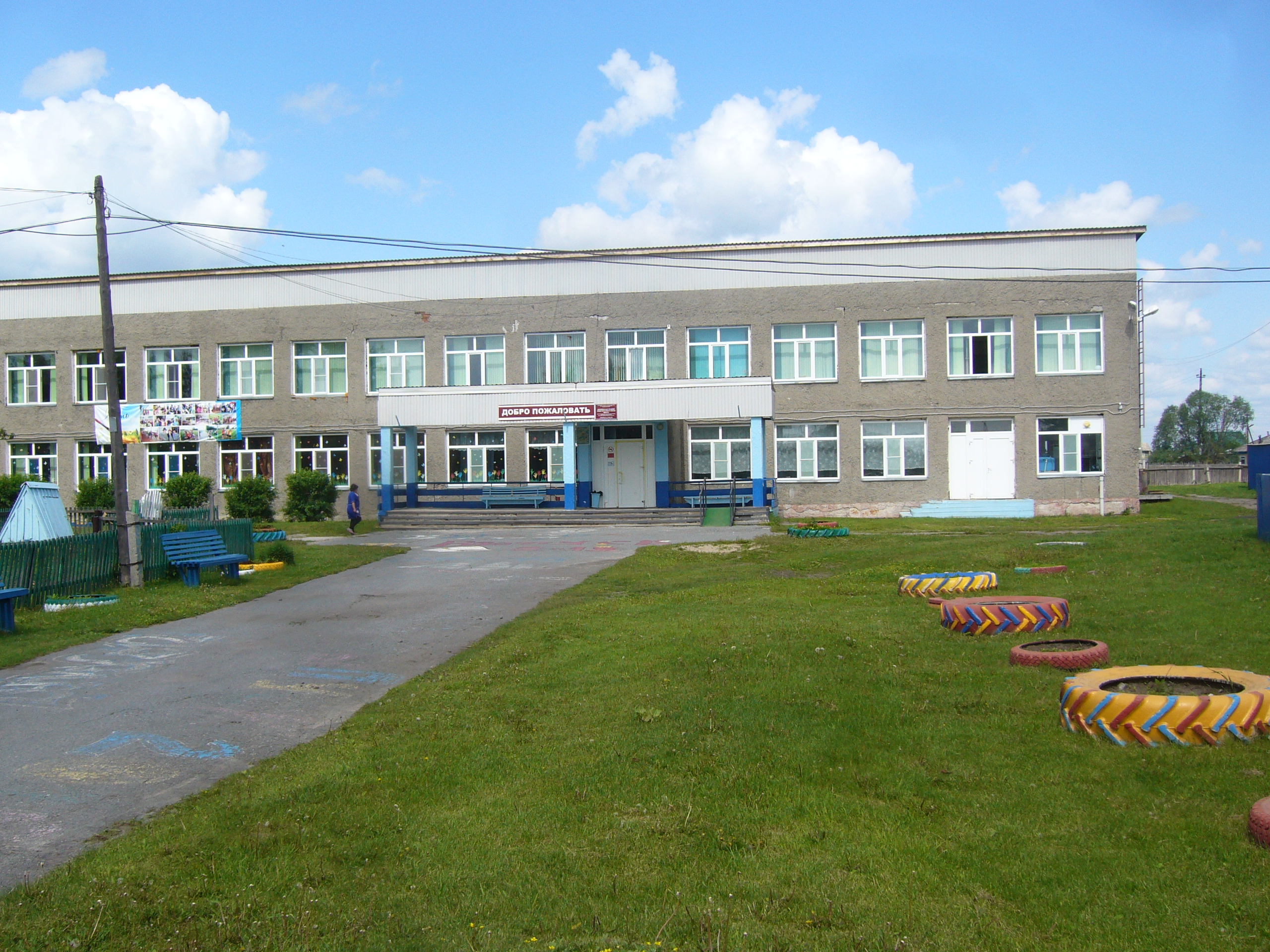
Школа
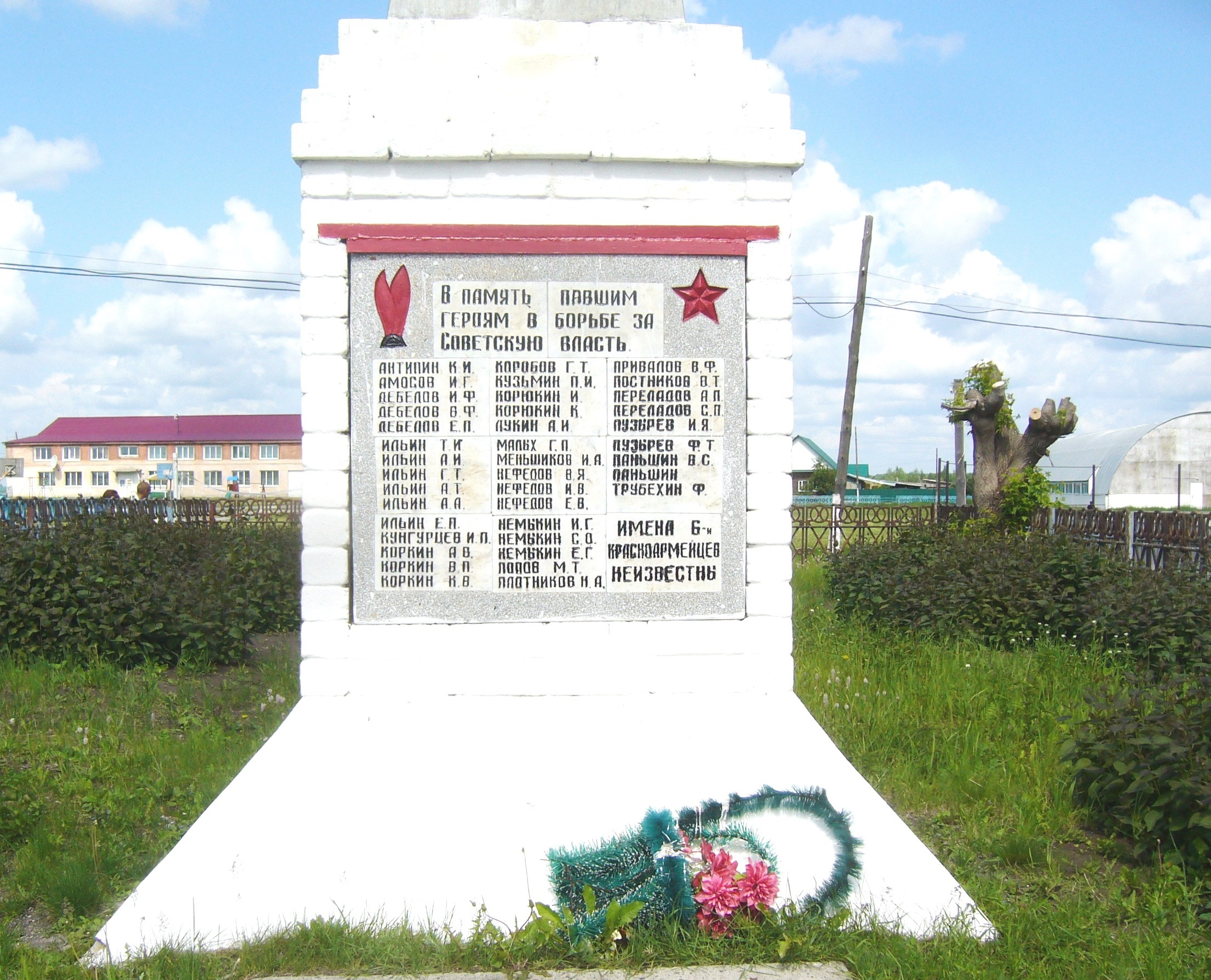
Братская могила павшим в борьбе за Советскую власть
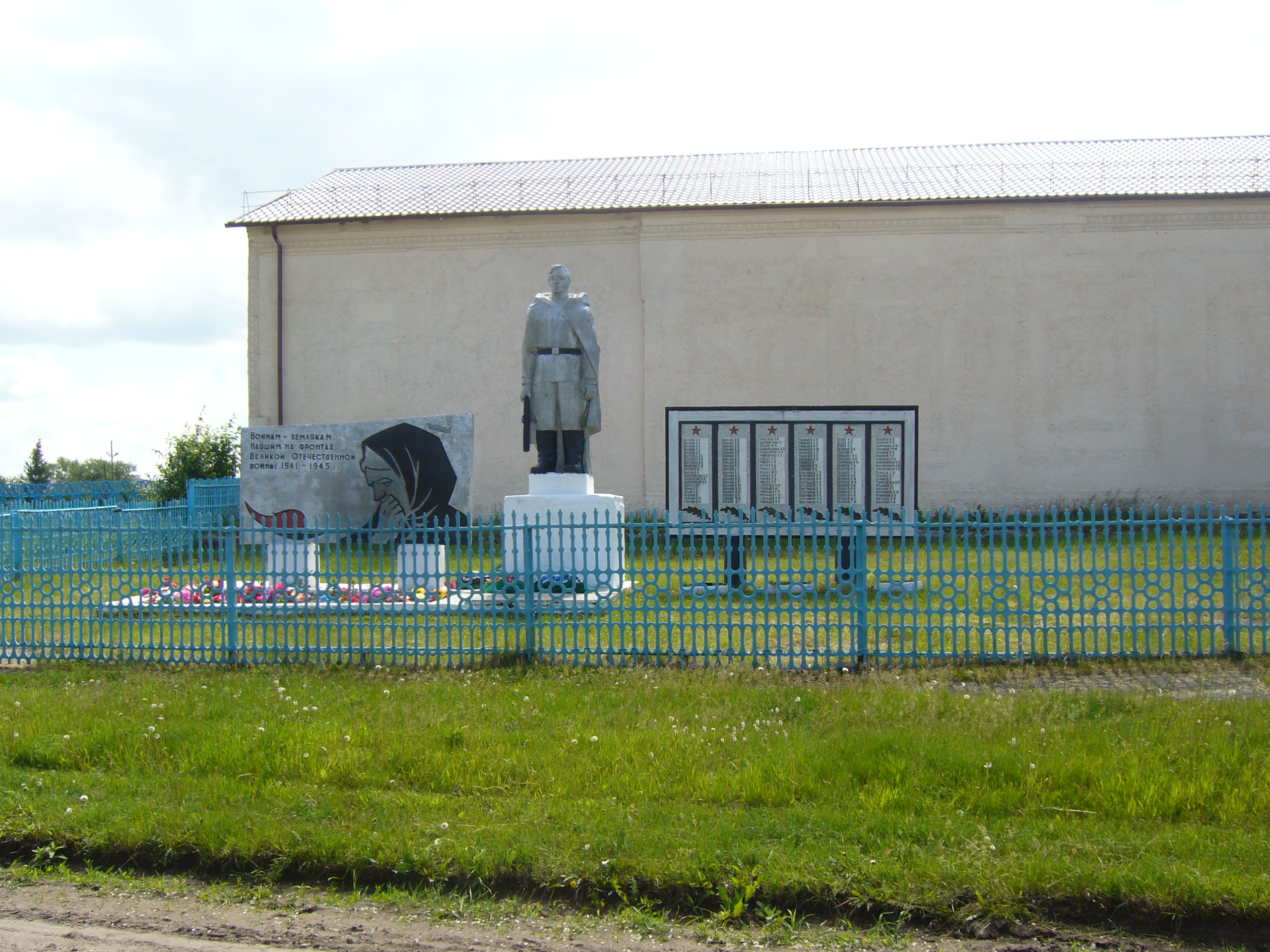
Памятник воинам ВОВ
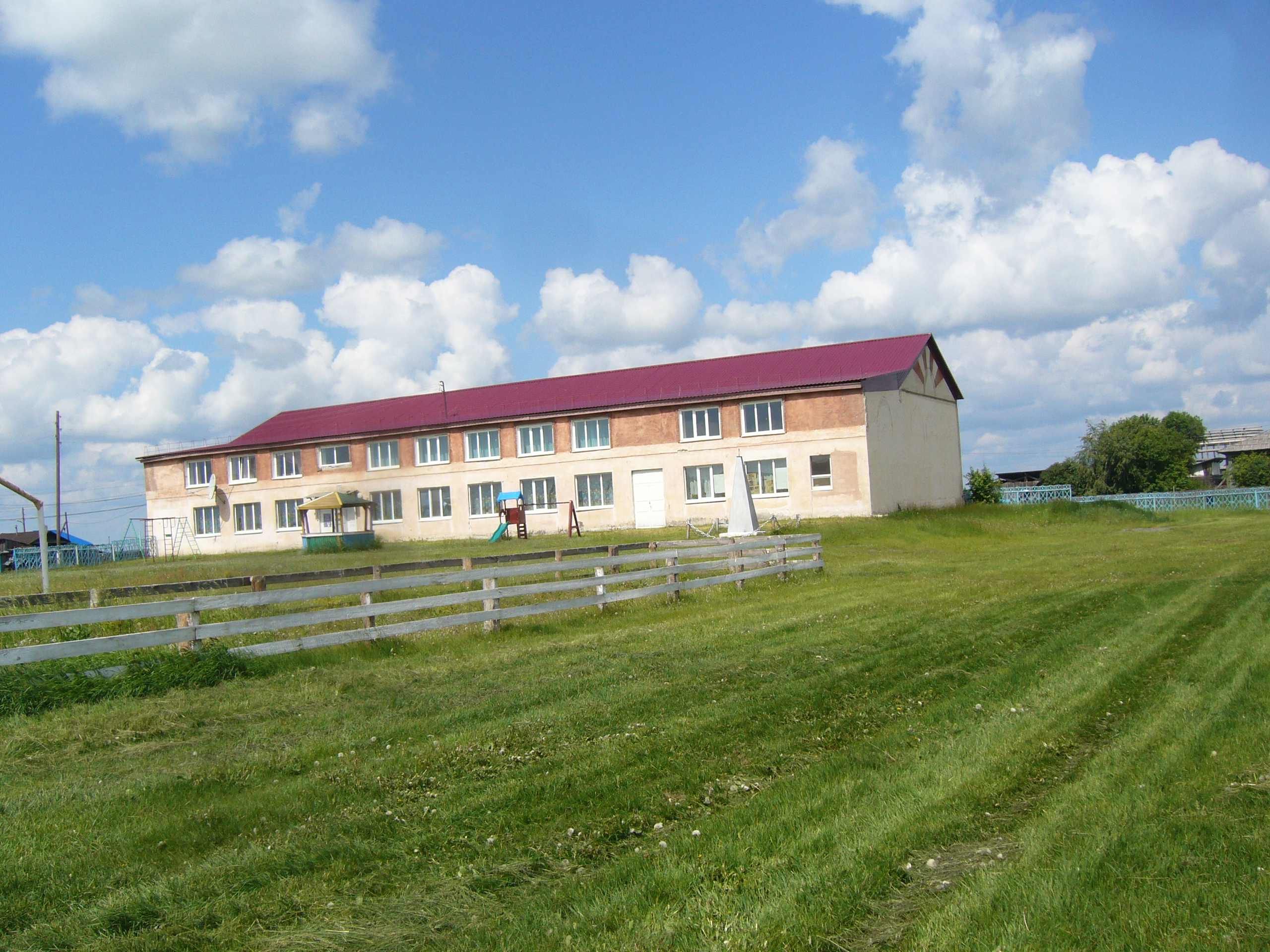
Дом культуры
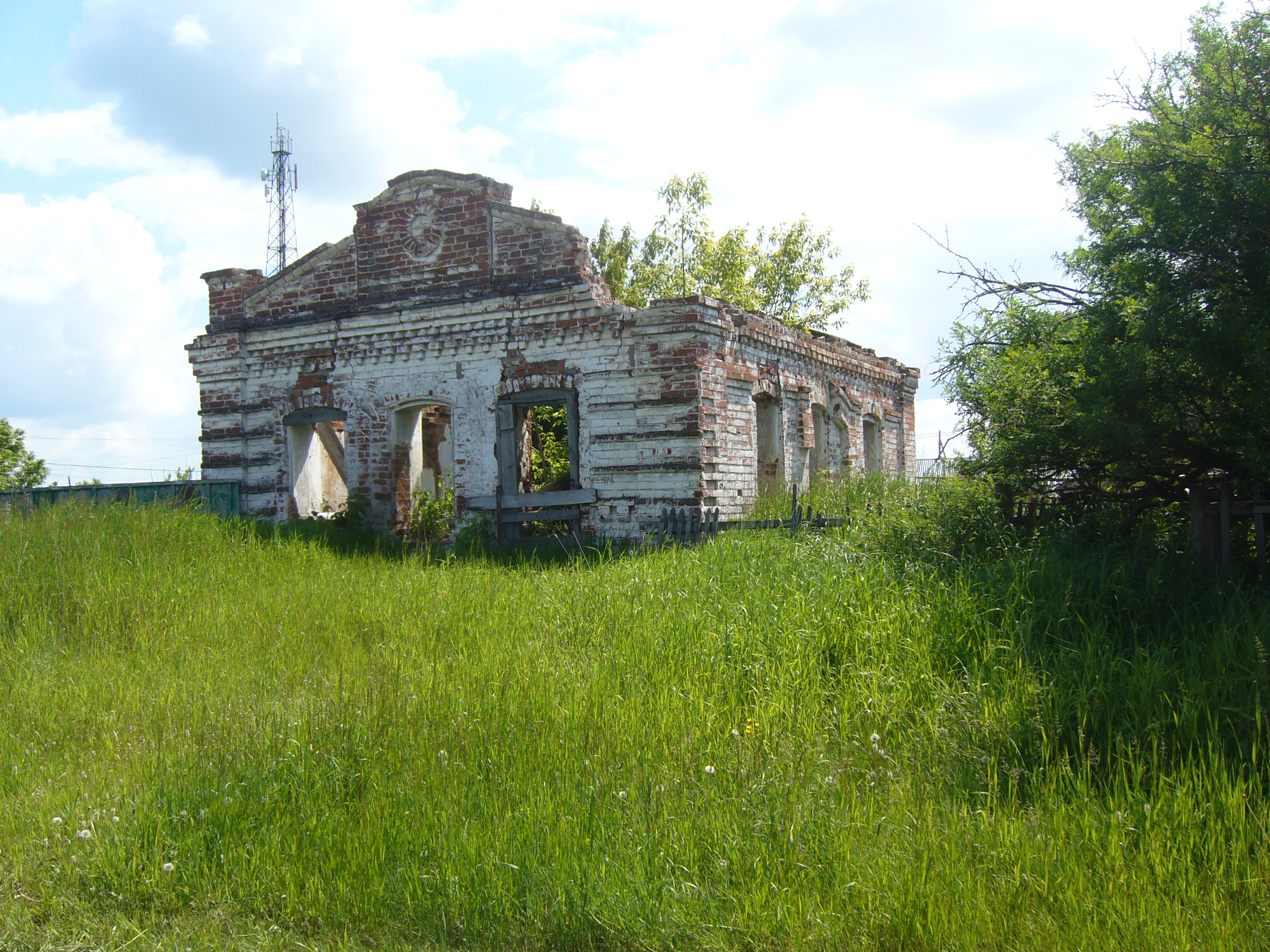
Дом купца Девятовского И.С.
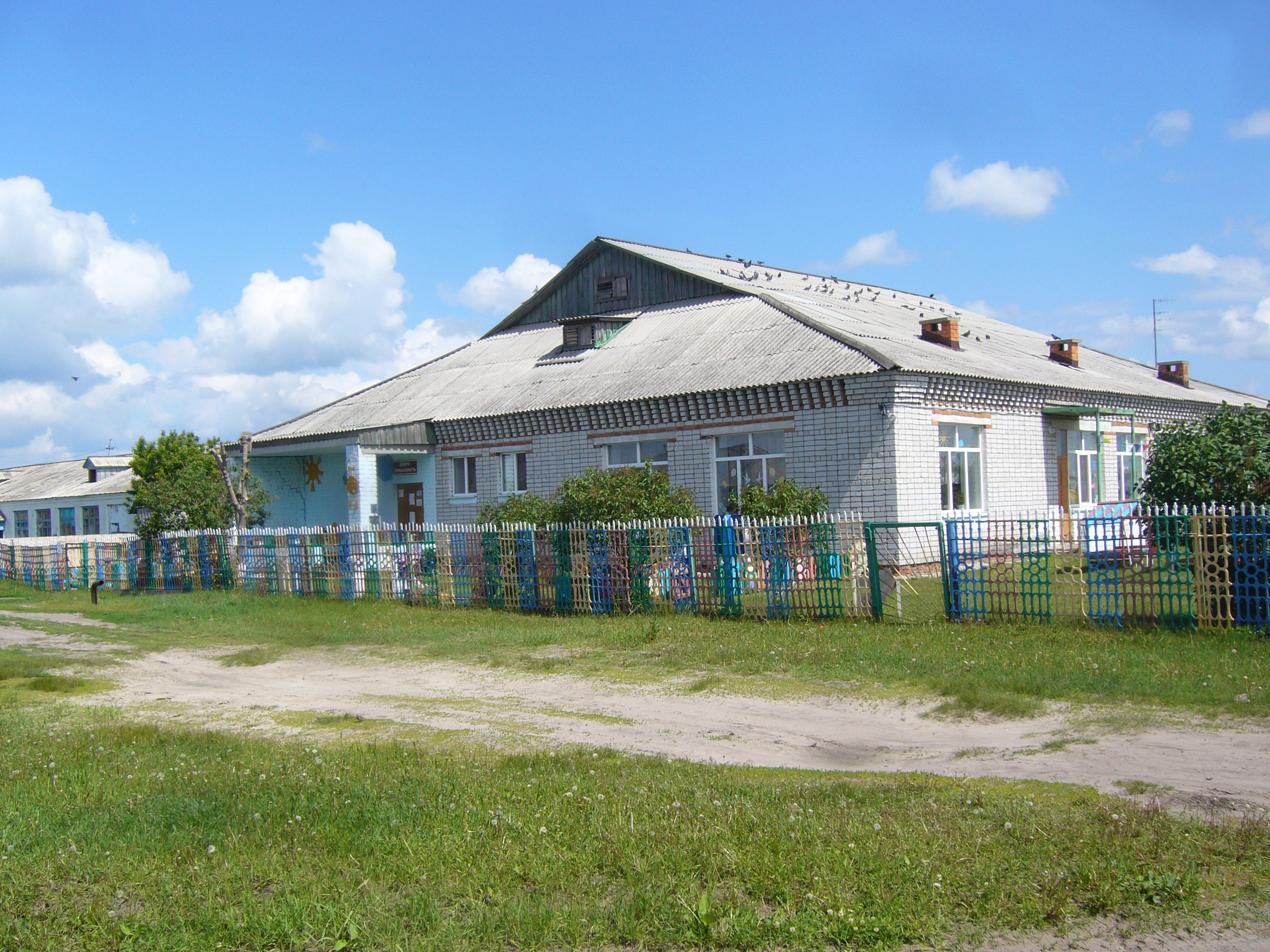
Детский садик
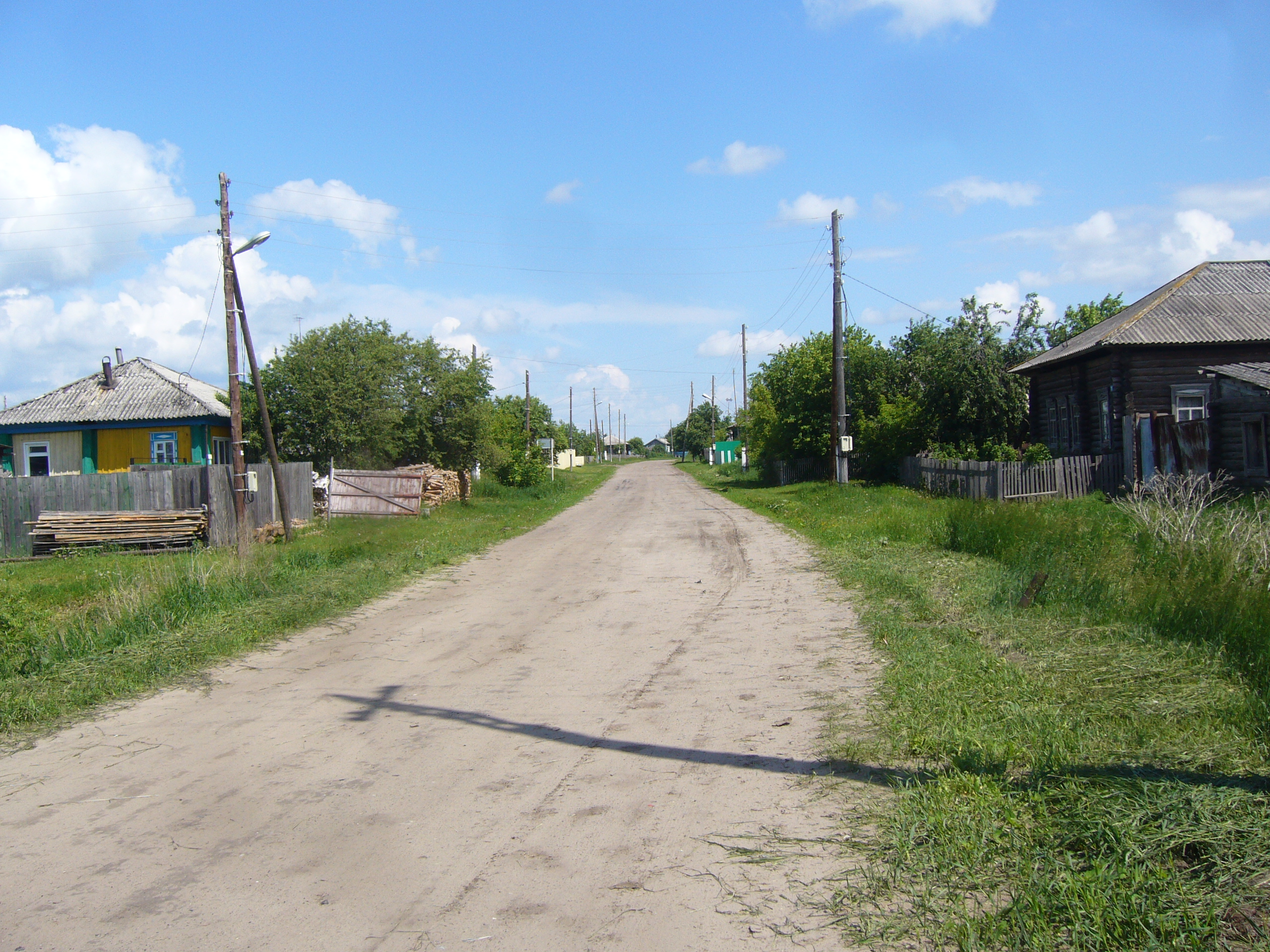
Коркино, улица